# Modulus pacei
Modulus pacei är en snäckart som beskrevs av Edward James Petuch 1987. Modulus pacei ingår i släktet Modulus och familjen Modulidae. Inga underarter finns listade i Catalogue of Life.